# Citotrofoblasto
I citotrofoblasti sono il risultato della differenziazione dei trofoblasti durante il periodo pre-embrionale.
Sono cellule mononucleate, mitoticamente passive in quanto la loro fusione crea cellule multinucleate con funzione invasiva durante il periodo di impianto embrionale, i sinciziotrofoblasti.